# نقشه‌بال‌ها
نقشه‌بال‌ها (نام علمی: Cyrestis) نام یک سرده از زیرخانواده نقشه‌بالان است.